# Благовещенская широтная станция
Благовещенская широтная станция (БШС) основана в 1957 году в нескольких километрах от города Благовещенск. Постоянные наблюдения начались 2 марта 1959 года. В 2007 году территория и строения станции переданы Амурскому филиалу Дальневосточного ботанического сада. В 2008 году на территории бывшей широтной станции началась реализация новых астрономических проектов.

## Руководители обсерватории
- Владимир Юрков - с 2008 года выполняет обязанности руководителя Благовещенской обсерватории[1]

## История обсерватории
Благовещенская широтная станция была построена под руководством Михайлова Александра Александровича. Постоянные наблюдения начались 2 марта 1959 года. В 2007 году территория и строения станции переданы Амурскому филиалу Дальневосточного ботанического сада. В 2008 году на территории бывшей широтной станции началась реализация новых астрономических проектов в кооперации с ISON, а в 2009 году с МАСТЕРом. Первые наблюдения на ORI-22 прошли 22 августа 2008 года.

## Инструменты обсерватории
- ЗТЛ-180 - зенит-телескоп - широкоугольным рефрактор с полем в 1,5 на 1,5 градуса (D = 180 мм, F = 2 м) (наблюдения с 1959 года до января 2007 года, находился на балансе Пулковской обсерватории)
- Призменная астролябия (демонтирована)
- Телескоп для наблюдений ИСЗ (сейчас нет, работал во времена СССР)
- D = 200 мм, F = ? мм, FOV= 7 кв.гр. + 16Мп Apogee CCD + Белый лебедь WS-240GT (по проекту МАСТЕР) - одиночный 20-см телескоп системы Райта (построен А. Санковичем) (работает с 27 октября 2009 года) по проекту МАСТЕР
- МАСТЕР-II (Амур) (D = 400 мм, F = 1000 мм) - планируется установка в 2010 году
- ORI-22 «Delta Ori» (D = 220 мм, F = ? мм, установлен в августе 2008 года по программе ISON) на монтировке EQ6Pro (по проекту ISON)

- с ПЗС-камерой FLI IMG1001E (1000х1000 пикселей по 24 микрона);
- с февраля 2009 года: FLI IMG6303E (3000х2000 пикселей по 9 микрон), поле зрения 2,6 х 2,6 градуса;
- с февраля 2010 года: FLI ML09000-65, с чипом 36х36 мм (3000х3000 пикселей по 12 микрон), поле зрения 237 х 237 угловых минут.

- ORI-25 + монтировка WS-180 + FLI IMG6303E (3000х2000 пикселей по 9 микрон) - установка планируется в октябре 2010 года (по проекту ISON)

## Направления исследований
- Широтные наблюдения для определения параметров вращения Земли (1959 - 2006 года)
- Наблюдения ИСЗ, космического мусора, ГСО
- Наблюдения гамма-всплесков, вспышек сверхновых

## Основные достижения
- Обсерватория сотрудничает с астрономическими проектами МАСТЕР и ISON (бывший ПулКОН), а также с УАФО ДВО РАН, Амурским государственным университетом, Благовещенским государственным педагогическим университетом (БГПУ) и МГУ. В настоящее время не работает, на территории ботанического сада стоят пустые павильоны, в которых отсутствует оборудование.